# Аньшань
Аньша́нь (кит.: 鞍山市, піньїнь: Ānshān, МФА: [ánʂán]; букв. «сідельна гора») — місто в Китаї, в провінції Ляонін. Великий центр важкої промисловості, найбільший центр китайської чорної металургії та виробництва сталі. Інша назва — «місто сталі» (кит.: 鐵都, tiědū).

## Клімат
Місто знаходиться у зоні, котра характеризується вологим континентальним кліматом зі спекотним літом. Найтепліший місяць — липень із середньою температурою 24.5 °C (76.1 °F). Найхолодніший місяць — січень, із середньою температурою -9.9 °С (14.2 °F).
| Клімат Аньшані          | Клімат Аньшані | Клімат Аньшані | Клімат Аньшані | Клімат Аньшані | Клімат Аньшані | Клімат Аньшані | Клімат Аньшані | Клімат Аньшані | Клімат Аньшані | Клімат Аньшані | Клімат Аньшані | Клімат Аньшані | Клімат Аньшані |
| Показник                | Січ.           | Лют.           | Бер.           | Квіт.          | Трав.          | Черв.          | Лип.           | Серп.          | Вер.           | Жовт.          | Лист.          | Груд.          | Рік            |
| Середня температура, °C | −9,9           | −6,9           | 1              | 9,6            | 16,6           | 21,3           | 24,5           | 23,8           | 17,9           | 10,4           | 1,3            | −6,6           | 8,6            |
| Норма опадів, мм        | 7              | 8.2            | 13.6           | 39.7           | 52.5           | 83.7           | 190.1          | 168.5          | 78.4           | 42.7           | 18.8           | 8.4            | 711.6          |
| Днів з опадами          | 3,6            | 3,8            | 4,5            | 6,8            | 9              | 11,7           | 15             | 12,2           | 8,1            | 7,5            | 5,6            | 3,6            | 91,4           |
| Вологість повітря, %    | 62.8           | 59.4           | 54.6           | 53.3           | 56             | 67.6           | 79.2           | 78.5           | 68.9           | 64.5           | 64.3           | 62.6           | 64.3           |
| ----------------------- | -------------- | -------------- | -------------- | -------------- | -------------- | -------------- | -------------- | -------------- | -------------- | -------------- | -------------- | -------------- | -------------- |
| Джерело: Weatherbase    |                |                |                |                |                |                |                |                |                |                |                |                |                |

## Адміністративний поділ
Префектура поділяється на 4 райони, одне місто та 2 повіти (один з них є автономним):
| Карта                                                               | Карта          | Карта          | Карта            |
| ------------------------------------------------------------------- | -------------- | -------------- | ---------------- |
| Тайань Хайчен ① Цяньшань ② ③ Сюянь-Маньчжур ① Тєсі ② Лішань ③ Тєдун |                |                |                  |
| Статус                                                              | Назва          | Оригінал       | Населення (2020) |
| Район                                                               | Лішань         | 立山区         | 529 275          |
| Район                                                               | Тєдун          | 铁东区         | 511 574          |
| Район                                                               | Тєсі           | 铁西区         | 408 118          |
| Район                                                               | Цяньшань       | 千山区         | 94 729           |
| Місто                                                               | Хайчен         | 海城市         | 1 067 905        |
| Повіт                                                               | Тайань         | 台安县         | 300 764          |
| Автономний повіт                                                    | Сюянь-Маньчжур | 岫岩满族自治县 | 413 007          |

## Населення

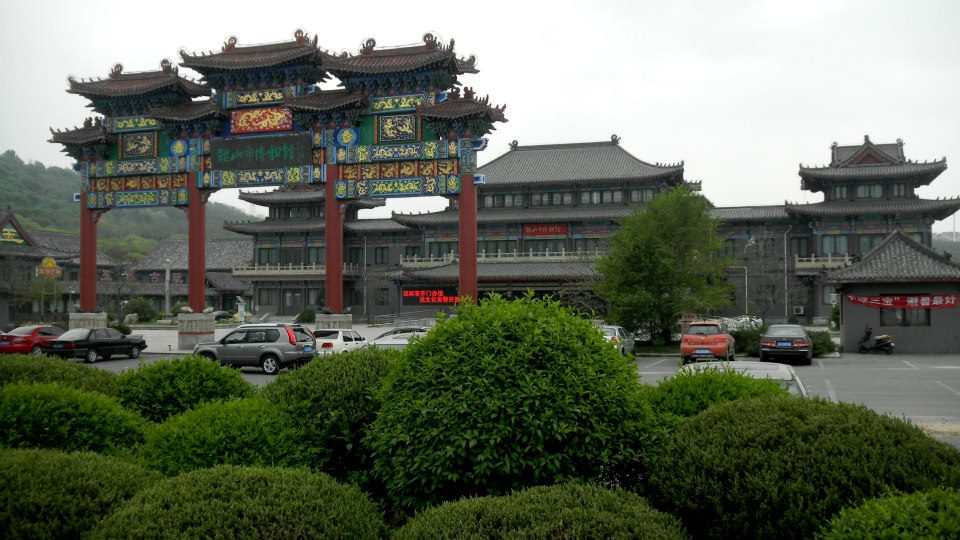
Аншанський міський музей

Станом на 2005 р. населення агломерації 3,584 млн чол., власне міська частина — 1,286 млн чол.
У порівняння, в 1956 році в Аньшані мешкало 620 тис. осіб.

## Економіка
Важке машинобудування, хімічна промисловість.
У місті діє найбільший в країні Аньшаньський металургійний комбінат (4,5 млн т сталі, 1958), що працює на базі багатих[джерело?] місцевих родовищ залізної руди. Заснований комбінат у 1916, згодом повністю реконструйований.